# Stanley Smyth Flower

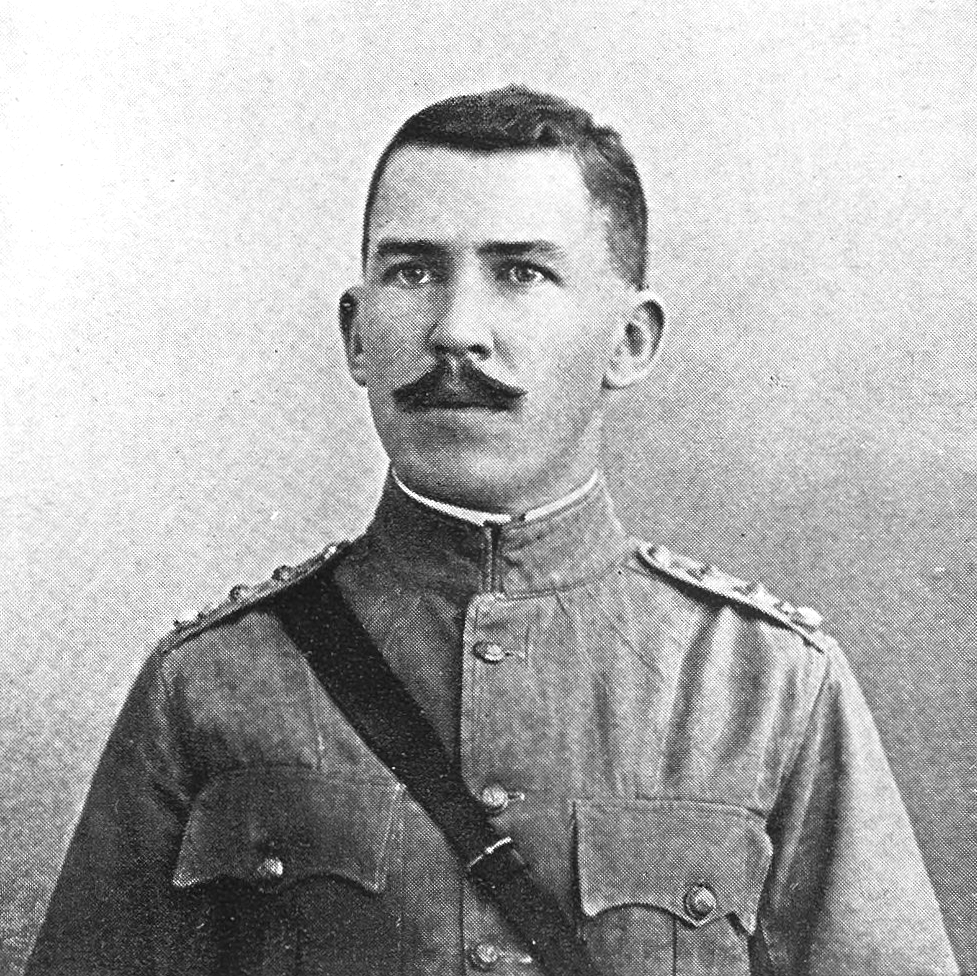

Major Stanley Smyth Flower OBE (* 1. August 1871 in Lincoln’s Inn Fields, London, England; † 3. Februar 1946 in Tring, Hertfordshire, England) war ein britischer Armeeoffizier, Kolonialverwalter, Wissenschaftlicher Berater, Zoologe und Naturschützer.

## Leben
Flower war der zweite Sohn von Sir William Henry Flower und seiner Frau Georgiana Rosetta, jüngste Tochter von Admiral William Henry Smyth. Er kam im Hunterian Museum des Royal College of Surgeons zur Welt, wo sein Vater Kurator war. Zu seinen Cousins zählten Sir Archibald Dennis Flower, Chef der Familienbrauerei, der Soldat Nevell Smyth und Robert Baden-Powell, der Gründer der Pfadfinder-Bewegung. Flower zeigte bereits als Kind ein reges Interesse an der Naturgeschichte und ab dem Alter von elf Jahren besuchte er regelmäßig mit seinem Vater die Treffen der Zoological Society of London. Nach der Absolvierung des Wellington College in Berkshire studierte er am King’s College London. 1888 trat er bei den Artists Rifles in die British Army ein. 1890 erhielt er ein Offizierspatent bei den Northumberland Fusiliers. Mit seinem Regiment wurde er in Indien und in den Straits Settlements eingesetzt, wo er die Gelegenheit bekam, die Fauna zu studieren.
Im September 1896 heiratete Flower seine Verlobte Sibylla Maria Peckham Wallace. Aus dieser Ehe gingen zwei Söhne und zwei Töchter hervor. 1896 zog das Paar nach Siam, wo Flower von der Regierung des Königreichs den Posten eines wissenschaftlichen Beraters im Nationalmuseum Bangkok erhielt. Während dieser Zeit studierte Flower die Wirbeltierfauna der Malaiischen Halbinsel und Siams, wo er eine neue Blindschlangenart entdeckte, die George Albert Boulenger 1899 nach ihm benannte. Zwischen 1896 und 1900 veröffentlichte er acht wissenschaftliche Artikel über die Reptilien, Amphibien, Säugetiere und Vögel dieser Region. 
1898 ging Flower nach Ägypten, wo er von Lord Cromer zum Direktor des Zoologischen Gartens von Gizeh ernannt wurde. Diesen Posten hatte er, mit Ausnahme der Wahrnehmung seiner militärischen Pflichten während des I. Weltkriegs zwischen 1914 und 1918, bis 1924 inne. 1913 wurde er von Lord Kitchener nach Indien gesandt. Während seiner Zeit in Gizeh organisierte Flower den Bau eines Zoologischen Museums sowie die Schaffung eines Fischgartens mit Aquarium auf der Insel Gezira. 
Neben der Verabschiedung und Durchsetzung von Jagdgesetzen in Ägypten und im Sudan war Flower sowohl an der Identifizierung unbekannter Arten als auch beim Schutz gefährdeter Arten beteiligt. So setzte er sich für den Erhalt der ägyptischen Reiherpopulation ein, die wegen der damals boomenden Federmode von Vogeljägern auf zwei kleine Kolonien dezimiert wurde. 1912 wurden die Reiher gesetzlich geschützt.
Im November 1914 wurde Flower in die British Army zurückberufen, wo er die Egyptian Camel Transport Corps an der Palästinafront kommandierte. Während der Ägyptischen Revolution von 1919 war Flower als Inspektor des Innern und als politischer Offizier in Gizeh tätig. Für seine Rolle in diesem Konflikt wurde er zum Officer des Order of the British Empire ernannt.
Nach dem Tod seiner Frau im Jahr 1938 heiratete Flower erneut.

## Dedikationsnamen
Nach Flower sind Flowers Blindschlange (Gerrhopilus floweri), Flowers Spitzkopfagame (Pseudocalotes floweri), Flowers Rennmaus (Gerbillus floweri), Flowers Spitzmaus (Crocidura floweri), die Warzen-Breitflügelfledermaus (Eptesicus floweri)  sowie die ägyptische Unterart Pterocles exustus floweri des Braunbauch-Flughuhns benannt.

## Schriften (Auswahl)
- Notes on the millipedes, centipedes, scorpions, etc. of the Malay Peninsula and Siam, 1901
- mit Michael John Nicoll: Zoological Gardens Giza near Cairo. Spezial Report No. 3: Wild Birds of the Giza Gardens 1898–1908, 1908
- Report on a zoological mission to India, 1913. Cairo: Government Press. 1914.
- The principal species of birds protected by law in Egypt, giving their English, French, Arabic, and scientific names, their local status, their approximate size, and concise notes on their coloration, for purposes of identification. 1918.
- List of fishes, 1901–1921. Cairo: Government Press. 1921.
- List of the vertebrated animals exhibited in the gardens of the Zoological Society of London, 1828–1927 (10. Auflage). London: The Zoological Society. 1929.
- Contributions to our Knowledge of the Duration of Life in Vertebrate Animals. — V. Mammals